# 로빈 후드: 도둑들의 왕자
《로빈 후드: 도둑들의 왕자》는 1991년 케빈 레이놀즈가 감독을 맡은 미국의 모험적 영화이다.

## 줄거리
록슬리의 로빈은 제3차 십자군 원정에서 사자왕 리처드에 가입한 영국의 귀족으로서 동료 피터와 함께 예루살렘에서 투옥되었다. 거기 갖혀있던 무어인 아짐의 도움으로 탈출에 성공하였다. 적의 화살을 맞아 쓰러진 피터는 숨을 거두면서 로빈에게 자신의 누이 마리안을 보호하는 맹세를 부탁한다. 로빈은 자신의 인생을 구하는 빚을 갚을 때까지 동행하겠다고 약속한 아짐과 함께 영국으로 돌아온다.
리처드 국왕이 떠나고 없던 영국에서는 잔혹한 노팅엄의 장관이 자신의 사촌 기즈번의 가이 경의 도움으로 마녀 모티애나, 헤러퍼드의 주교와 함께 대지를 다스리고 있었다. 록슬리 성에서 로빈의 아버지가 노팅엄에게 가입하는 것을 거부하면서 그의 부하들에게 살해되고 말았다.
로빈은 자신의 아버지가 사망하고 자신의 성이 망쳐진 것을 찾았으며, 노팅엄과 그의 부하들은 백성들을 압박하였다. 노팅엄의 군대들로부터 도망치면서 로빈과 아짐은 셔우드 숲에 숨어있던 리틀 존이 이끄는 의적들과 마주친다. 의적들 중에는 윌 스칼렛이 있었는 데, 로빈에 호전적 유감을 표하면서 로빈에게 자신의 진실적인 느낌을 보이는 데 망설이지 않는다. 로빈은 최후로 의적들의 명령을 취하여 노팅엄에 맞서 싸우는 데 그들에게 용기를 주면서 자신들을 방어하는 훈련을 시킨다. 그들은 숲을 지난 군인들과 호위대들을 강탈하고 나서 훔친 재산들을 가난한 사람들에게 나누어 준다. 그들의 초기 목표들 중의 하나는 그들에게 가입한 터크 수도사이다. 로빈의 성공은 백성들의 학대를 늘인 노팅엄을 격분시키고 자신을 위한 더 많은 성원의 결과를 가져왔다.
자신의 군대들을 튼튼하게 하는 데 스코틀랜드에서 온 켈트족 전사들을 고용한 노팅엄은 의적들이 숨어있는 곳들을 찾아내 공격을 가하여 숲의 피난처를 파괴시킨다. 마리안이 프랑스로부터 소환의 도움을 시도할 때 노팅엄은 그녀를 감금한다. 노팅엄은 마리안에게 만약 그녀가 요구를 받아들이면 그가 사로잡힌 의적들의 생명을 살려주겠다고 제안하였다. 그럼에 불구하고 결혼 축제의 하나로서 몇몇의 반역자들은 사형을 받을 처지에 이르렀다. 사로잡힌 자들 중에 윌은 노팅엄과 풀려나는 데 명령에서 로빈을 찾아 죽인다는 계약을 맺었다.
로빈과 켈트족 전사들에 의한 폭력을 살아남은 자신의 가장 신임적인 보조자들의 소수들을 만난 윌은 노팅엄의 마리안에게 결혼하고 로빈의 부하들을 사형시키는 계획들을 알렸다. 윌은 로빈에게 지속적으로 화를 내자, 로빈은 윌에게 왜 자기를 그렇게 미워하냐는 의문을 한다.
노팅엄과 마리안의 결혼식과 사형 집행이 열리는 날, 로빈과 아짐은 부하들을 이끌고 노팅엄 성에 돌격하는 데...

## 출연진
- 케빈 코스트너 - 로빈 후드 (록슬리의 로빈)
- 모건 프리먼 - 아짐
- 메리 엘리자베스 매스트런토니오 - 마리안 뒤부아
- 크리스천 슬레이터 - 윌 스칼렛
- 앨런 릭맨 - 노팅엄의 장관
- 제럴딘 맥유원 - 모티애나
- 브라이언 블레스드 - 록슬리 경
- 마이클 윈콧 - 기즈번의 가이 경
- 닉 브림블 - 리틀 존
- 해럴드 이노센트 - 헤러퍼드의 주교
- 마이클 맥셰인 - 터크 수도사
- 숀 코네리 - 사자왕 리처드

## 한국어 더빙 성우진

### KBS (1994년 1월 1일)
- 김관철 - 로빈 후드 (케빈 코스트너)
- 권희덕 - 마리안 (메리 엘리자베스 매스트런토니오)
- 박상일 - 아짐 (모건 프리먼)
- 문옥현 - 마녀 (제랄딘 맥완)
- 정기항 - 던컨 (월터 스패로우)
- 남궁윤 - 기스본 (마이클 윙컷)
- 윤병훈 - 케네스 (마이클 골디)
- 노민 - 턱 (마이클 맥셰인)
- 설영범 - 노팅험 부사 (알란 릭맨)
- 오세홍 - 윌 스칼렛 (크리스찬 슬레이터)
- 이인성 - 존 리 (닉 브림블)
- 이호인 - 볼 (다니엘 피콕)
- 김준 - 피터(리암 할리간) / 사자왕 리처드(숀 코너리)
- 장승길 - 로빈의 아버지 (브라이언 블레스드) / 주교 (해롤드 이노센트)
- 강은영 - 메리안의 시녀 (이모겐 베인)
- 이재용 - 병사 (크리스토퍼 아담슨)
- 홍승섭 - 머치(잭 와일드)

### MBC (1999년 5월 8일)
- 김관철 - 로빈 훗(케빈 코스트너)
- 설영범 - 노팅험 부사(알란 릭맨)
- 김병관 - 아짐(모건 프리먼)
- 강희선 - 매리언(메리 엘리자베스 매스트런토니오)
- 유강진 - 사자왕 리처드(숀 코너리)
- 안지환 - 윌 스카렛(크리스찬 슬레이터)
- 김현직 - 주교(해롤드 이노센트)
- 황일청 - 로빈의 아버지(브라이언 블레스드)
- 김은영 - 마녀(제랄딘 맥완)
- 김용식 - 던컨(월터 스패로우)
- 이윤연 - 기스본(마이클 윙컷)
- 조향이 - 메리언의 시녀(이모겐 베인)
- 박지훈 - 턱(마이클 골디)
- 변종필 - 존(닉 브림블)
- 김호성 - 병사(크리스토퍼 아담슨)
- 박소라 - 소녀(사라 알렉산드라)
- 엄현정 - 울프(다니엘 뉴먼)
- 이철용 - 피터(리암 할리간)
- 송준석 - 볼(다니엘 피콕)
- 이상범 - 머치(잭 와일드)